# I Wish You All The Best
I Wish You All The Best ist ein Filmdrama von Tommy Dorfman. Der Film basiert auf dem gleichnamigen YA-Roman von Mason Deavers. I Wish You All The Best feierte im März 2024 beim South by Southwest Film Festival seine Premiere.

## Handlung
Nachdem Ben sich gegenüber den eigenen konservativen Eltern als nicht-binär geoutet hat, wird der Teenager von ihnen rausgeworfen, woraufhin Bens ältere Schwester Hannah und deren Ehemann Thomas Ben bei sich aufnehmen. Mit Hilfe von Bens Mitschüler Nathan und dessen Freundinnen Sophie und Mel findet Ben wieder zu sich selbst. Ben versucht ein glücklicheres, neues Leben zu beginnen.

## Literarische Vorlage
Der Film basiert auf dem YA-Roman I Wish You All The Best von Mason Deavers aus dem Jahr 2019. Deaver wurde in einer Kleinstadt in North Carolina geboren. I Wish You All the Best wurde in die Junior Library Guild Selection aufgenommen und als NPR Concierge Book ausgezeichnet.
Deavers Debütroman handelt von High-School-Schüler*in Ben. Nachdem Ben sich vor den eigenen Eltern als nicht-binär outet, werfen diese Ben aus dem Haus. Bens Schwester Hannah und deren Ehemann Thomas nehmen Ben daraufhin bei sich auf. An der neuen High School entwickelt sich eine Beziehung zwischen Ben und Bens Mitschüler Natan Allan.

## Produktion

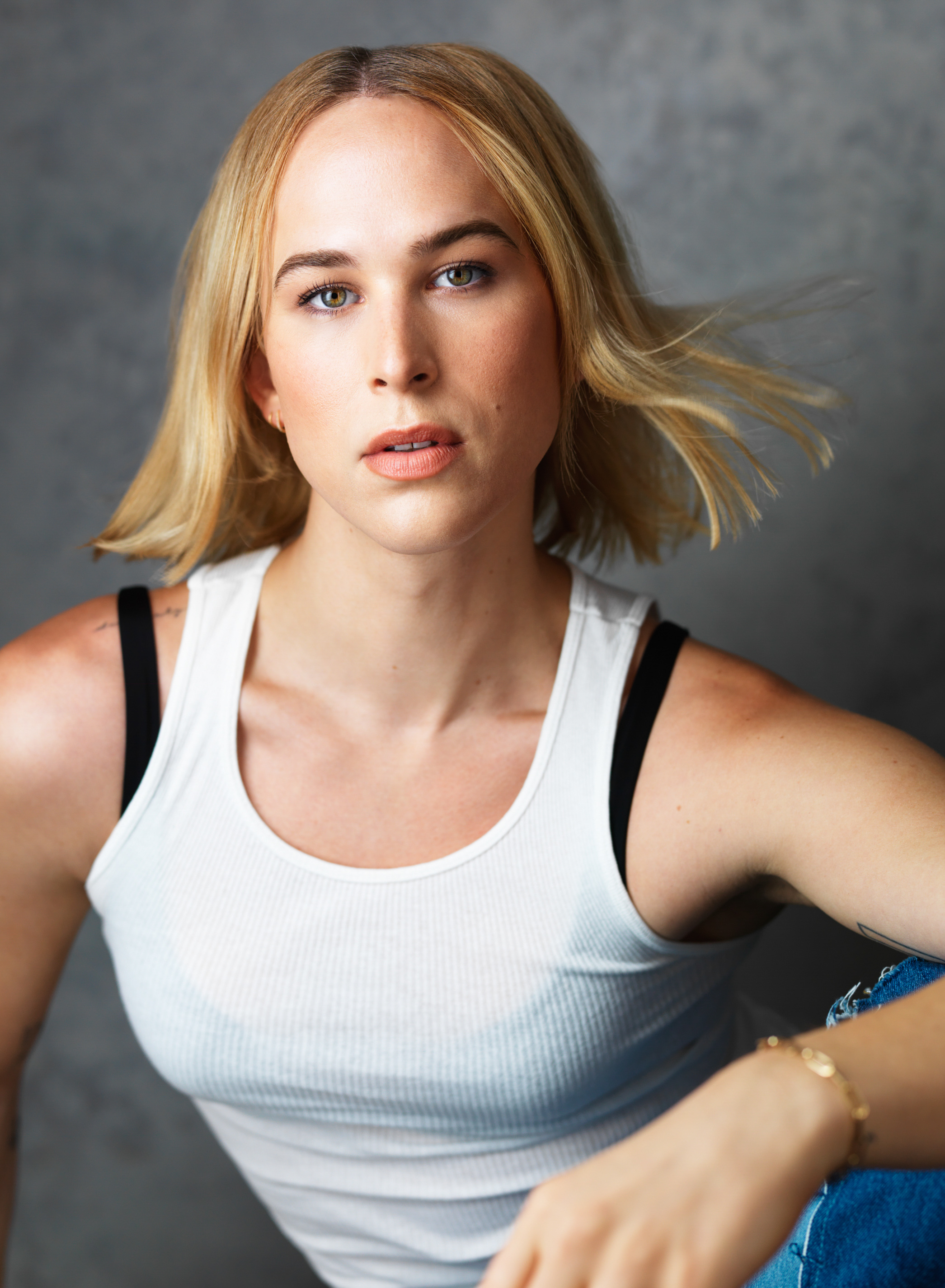
I Wish You All The Best ist Tommy Dorfmans Regiedebüt

Regie führte Tommy Dorfman,  bekannt aus der Fernsehserie Tote Mädchen lügen nicht. Bereits im Jahr 2021 hatte Dorfman, die erst seit 2020 als Frau lebt, bekanntgegeben, Deavers' LGBTQ+-Roman verfilmen zu wollen und adaptierte diesen auch für den Film. Bei I Wish You All The Best handelt es sich um ihr Regiedebüt.
Corey Fogelmanis, bekannt aus einer Nebenrolle in Ma von Tate Taylor und der Hauptrolle in R.L. Stine – Die Nacht im Geisterhaus von Ron Oliver, spielt in der Hauptrolle Ben und Alexandra Daddario seine ältere Schwester Hannah. Cole Sprouse spielt deren Freund Thomas. Miles Gutierrez-Riley spielt Bens Love Interest Nathan, Lexi Underwood Meleika und Lisa Yamada Sophie. In weiteren Rollen sind Amy Landecker, Lena Dunham, Judson Mills und Brian Michael Smith zu sehen.
Die Filmmusik komponierte Brad Oberhofer, der Leadsänger der von ihm gegründeten Indie-Punk-Band Oberhofer.
Die Weltpremiere von I Wish You All The Best fand am 12. März 2024 beim South by Southwest Film Festival statt.